# Мандушић
Мандушић је српскохрватско презиме, матроним настао од Мандуша, аугментатив од Манда (деминутив од Мандалена), отуда Мандушић. Има га у Србији, Хрватској, Босни и Херцеговини и Црној Гори.
У Средској на Косову, породица Мандушић припадала је српском братству званом Пејчић, које је било пореклом из Тетова, које су напустили то место након што су убили турске зулумћаре; један део Мандушића населио се у Црну Гору. Најмање 14 особа са овим презименом погинуло је током Другог светског рата.
Може се односити на следеће:
- Вук Мандушић (к. 1648), морлачки челник
- Алекса Мандушић (1887–1959), амерички војник у Првом светском рату и добитник Ордена части
- Љубица Мандушић-Газикаловић, Српски праведник међу народима
- Горњи Мандушићи, заселак у Катунима, Шестановац, Хрватска[4]